# Stickens
Stickens is een plaats in het Ierse graafschap County Kildare. De plaats telt ~100 inwoners.